# Mangelia janira
Mangelia janira är en snäckart som först beskrevs av Dall 1919.  Mangelia janira ingår i släktet Mangelia och familjen kägelsnäckor. Inga underarter finns listade i Catalogue of Life.